# 貝茲萊恩 (肯塔基州)
貝茲萊恩（英語：Betsy Layne）是位於美國肯塔基州弗洛伊德縣的一個人口普查指定地區。

## 人口
根據2020年美國人口普查的數據，貝茲萊恩的面積為4.75平方千米，當中陸地面積為4.68平方千米，而水域面積為0.07平方千米。當地共有人口651人，而人口密度為每平方千米137.05人。